# Marc Richter (Fußballspieler, 1999)
Marc Paul Victor Richter (* 31. Dezember 1999 in München) ist ein deutsch-spanischer Fußballtorhüter.

## Karriere
Richter wechselte im Sommer 2017 aus der A-Jugend zu den Senioren des FC Deisenhofen. In der Spielzeit 2017/18 kam er für die 1. Mannschaft nicht zum Zug, konnte aber sechs Spiele für die Zweitvertretung in der Kreisliga 1 absolvieren. Im Juli 2018 wechselte er in die Landesliga Bayern (6. Liga) zum SB Chiemgau Traunstein. Er absolvierte in der Spielzeit 2018/19 insgesamt 19 von 34 möglichen Partien in der Liga und kam auch zweimal für die Zweitvertretung in der Kreisliga 2 zum Einsatz.
Im Sommer 2019 schloss er sich der 2. Mannschaft des FC Augsburg in der Regionalliga Bayern an. Hier kam er allerdings auch bedingt auf die Spielunterbrechung durch die COVID-19-Pandemie auf keine Spielminuten. Allerdings trainierte er zeitweise bei der Bundesliga-Mannschaft des FCA mit. Am 20. August 2020 unterzeichnete er einen Vertrag beim FC Burnley. Für die Reserve stand er 13 Mal in der U23 Premier League zwischen den Pfosten und saß bei der 1. Mannschaft Platz auf der Bank.
Im Juli 2021 schloss er sich den Würzburger Kickers in der 3. Liga an. Richter debütierte am 30. November 2021 (15. Spieltag) bei der 0:2-Heimniederlage gegen Eintracht Braunschweig, zuvor war er schon im Bayernpokal zum Einsatz gekommen.